# Coppa delle nazioni oceaniane femminile 1989
La Coppa delle nazioni oceaniane femminile 1989, ufficialmente 1989 OFC Women's Championship, è stata la terza edizione ufficiale della manifestazione, disputata dal 26 marzo e al 1º aprile 1989 in Australia. Il torneo, riservato alle Nazionali di calcio femminile oceaniane, fu organizzato dalla Oceania Football Confederation (OFC).
Fu la nazionale di Taipei Cinese a vincere il torneo per la seconda volta consecutiva.

## Squadre partecipanti
- Australia[1]
- Australia B [1]
- Nuova Zelanda
- Taipei cinese
- Papua Nuova Guinea
- India (ritirata)[1]

## Formula del torneo
Le cinque squadre che disputavano la fase finale si affrontavano in un solo girone all'italiana con la prima e la seconda classificata che avrebbero avuto accesso alla finale, mentre la terza e la quarta classificata avrebbero disputato la finale per il terzo posto, la quale tuttavia non venne disputata a causa del campo impegnato d'acqua.

## Incontri

### Fase a gironi
| Squadra            | P.ti | G | V | N | P | GF | GS | DR  |
| ------------------ | ---- | - | - | - | - | -- | -- | --- |
| Nuova Zelanda      | 8    | 4 | 4 | 0 | 0 | 10 | 0  | +10 |
| Taipei cinese      | 6    | 4 | 3 | 0 | 1 | 14 | 3  | +11 |
| Australia          | 3    | 4 | 1 | 1 | 2 | 7  | 6  | +1  |
| Australia B        | 3    | 4 | 1 | 1 | 2 | 2  | 6  | -4  |
| Papua Nuova Guinea | 0    | 4 | 0 | 0 | 4 | 1  | 19 | -18 |

| Brisbane 26 marzo 1989                                 | Australia | 0 – 2                | Nuova Zelanda | Perry Park |
| \| \| \| \| \| \| Marcatori \| 41’ Henderson ?’ Nye \| |           |                      |               |            |
|                                                        |           |                      |               |            |
|                                                        | Marcatori | 41’ Henderson ?’ Nye |               |            |

| Brisbane 26 marzo 1989                                      | Australia | 2 – 0 | Papua Nuova Guinea | Perry Park |
| \| \| \| \| \| Iannotta 28’ Oakley 70+2’ \| Marcatori \| \| |           |       |                    |            |
|                                                             |           |       |                    |            |
| Iannotta 28’ Oakley 70+2’                                   | Marcatori |       |                    |            |

| Brisbane 27 marzo 1989                                                                                      | Taipei cinese | 6 – 1   | Papua Nuova Guinea | Perry Park |
| \| \| \| \| \| Hsieh Su-chen 2’, ?’ Huang Yu-chuan 8’, 18’, ?’ Che Hsiu-fang 47’ \| Marcatori \| 19’ Eka \| |               |         |                    |            |
| |               |         |                    |            |
| Hsieh Su-chen 2’, ?’ Huang Yu-chuan 8’, 18’, ?’ Che Hsiu-fang 47’                                           | Marcatori     | 19’ Eka |                    |            |

| Brisbane 27 marzo 1989 | Australia | 0 – 0 | Australia | Perry Park |

| Brisbane 28 marzo 1989                         | Nuova Zelanda | 1 – 0 | Taipei cinese | Perry Park |
| \| \| \| \| \| Crawford 28’ \| Marcatori \| \| |               |       |               |            |
|                                                |               |       |               |            |
| Crawford 28’                                   | Marcatori     |       |               |            |

| Brisbane 28 marzo 1989                                                             | Australia | 6 – 0 | Papua Nuova Guinea | Perry Park |
| \| \| \| \| \| Riddington ?’, ?’, ?’ Vinson ?’, ?’ Priestley ?’ \| Marcatori \| \| |           |       |                    |            |
|                                                                                    |           |       |                    |            |
| Riddington ?’, ?’, ?’ Vinson ?’, ?’ Priestley ?’                                   | Marcatori |       |                    |            |

| Brisbane 30 marzo 1989                                                         | Nuova Zelanda | 5 – 0 | Papua Nuova Guinea | Perry Park |
| \| \| \| \| \| Crawford ?’, ?’, ?’ Campbell ?’ Henderson ?’ \| Marcatori \| \| |               |       |                    |            |
|                                                                                |               |       |                    |            |
| Crawford ?’, ?’, ?’ Campbell ?’ Henderson ?’                                   | Marcatori     |       |                    |            |

| Brisbane 30 marzo 1989                                                                       | Australia | 0 – 4                                                      | Taipei cinese | Perry Park |
| \| \| \| \| \| \| Marcatori \| 10’, 31’ Huang Yu-chuan 63’ Hsieh Su-chen ?’ Chen Yueh-mei \| |           |                                                            |               |            |
|                                                                                              |           |                                                            |               |            |
|                                                                                              | Marcatori | 10’, 31’ Huang Yu-chuan 63’ Hsieh Su-chen ?’ Chen Yueh-mei |               |            |

| Brisbane 31 marzo 1989                                                                                  | Australia | 1 – 4                                                  | Taipei cinese | Perry Park |
| \| \| \| \| \| Riddington 59’ \| Marcatori \| 42’, 48’, 51’ Huang Yu-chuan 70+1’ (rig.) Yen Chun-mei \| |           |                                                        |               |            |
| |           |                                                        |               |            |
| Riddington 59’                                                                                          | Marcatori | 42’, 48’, 51’ Huang Yu-chuan 70+1’ (rig.) Yen Chun-mei |               |            |

| Brisbane 31 marzo 1989                                   | Australia | 0 – 2                  | Nuova Zelanda | Perry Park |
| \| \| \| \| \| \| Marcatori \| 38’ Crawford ?’ Pullen \| |           |                        |               |            |
|                                                          |           |                        |               |            |
|                                                          | Marcatori | 38’ Crawford ?’ Pullen |               |            |

### Finale terzo posto
| Brisbane 1º aprile 1989 | Australia | non – disputata | Australia | Perry Park |

### Finale
| Brisbane 1º aprile 1986                              | Taipei cinese | 1 – 0 | Nuova Zelanda | Perry Park |
| \| \| \| \| \| Huang Yu-chuan 51’ \| Marcatori \| \| |               |       |               |            |
|                                                      |               |       |               |            |
| Huang Yu-chuan 51’                                   | Marcatori     |       |               |            |

## Statistiche

### Classifica Marcatrici
9 reti
- Huang Yu-chuan

5 reti
- Amanda Crawford

4 reti
- Janine Riddington

3 reti
- Hsieh Su-chen

2 reti
- Carol Vinson
- Wendi Henderson

1 rete
- Leanne Priestley
- Angela Iannotta (per Australia B)
- Jane Oakley (per Australia B)
- Yen Chun-mei (1 rig.)
- Che Hsiu-fang
- Chen Yueh-mei
- Julia Campbell
- Kim Nye
- Deborah Pullen
- Geraldine Eka